# Будинок Одеської міської ради
Будинок Одеської міської ради, раніше Будинок Старої біржі, Одеська дума — пам'ятка архітектури Одеси, історична будівля. У будівлі розташована Одеська міська рада. Побудована у неокласичному стилі та розташована на Біржовій площі, на яку виходить Приморський бульвар, на протилежній стороні якого знаходиться палац князя Воронцова.
Будівлю було закладено 23 травня 1829. Будівництво було припинено в червні 1829 р. в зв'язку з оголошеним карантином через епідемію чуми. Карантин був знятий в грудні 1829. Зводилася споруда за проектом Франческо Боффо і Джорджо Торрічеллі. Закінчення будівництва планувалося 1834 року, але через проблеми у виправленні недоліків, будівництво затяглося до 1837 року.
Спочатку фасад будівлі прикрашали два ряди колон, за якими знаходився відкритий внутрішній дворик. Аби збільшити площу для біржових угод, у 1871—1873 роках будинок біржі було перебудовано. Перепланування проводилася під керівництвом архітектора Ф. Й. Моранді. Другий ряд колон був замінений стіною з парадним входом. Перекритий і перебудований внутрішній дворик отримав назву Білий зал. Ліворуч і праворуч від колон, у нішах, встановлені скульптури Меркурія і Церери, виконані одеським скульптором Луїджі Іоріні. Над входом в встановлено годинник, виготовлені англійською фірмою «Сміт і сини» в 1868 р. Над годинником розташовані дві жіночі фігури — День і Ніч, які символізують вічність часу.
1899 року біржа була переміщена у нову споруду (тепер це будівля Одеської філармонії). До будівлі біржі було переміщено Міську Думу, яка з 1830 до 1899 рр. розміщувалася у будинку Присутніх місць, за сучасною адресою Приморський бульв. 7.
Кожні півгодини куранти на годиннику грають гімн Одеси — мелодію «Одесса, мой город родной» з оперети «Біла акація» (та ж сама мелодія використовується для привітання потягів, які надходять на залізничний вокзал). Ця мелодія з оперети «Белая акация» радянського композитора Ісаака Дунаєвського.
Перед будівлею знаходиться пам'ятник Олександру Пушкіну.

## Галерея

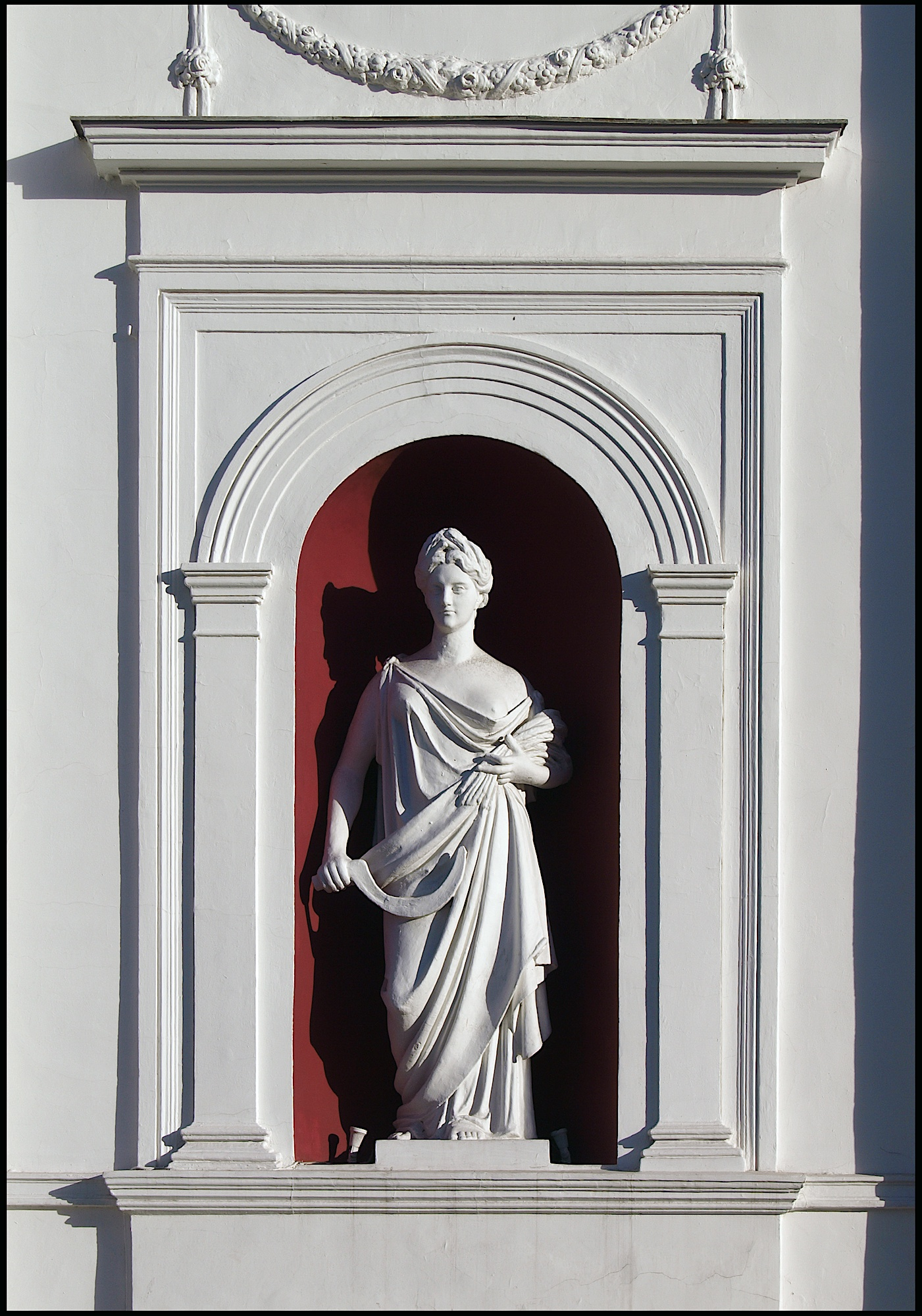
Скульптура Церери
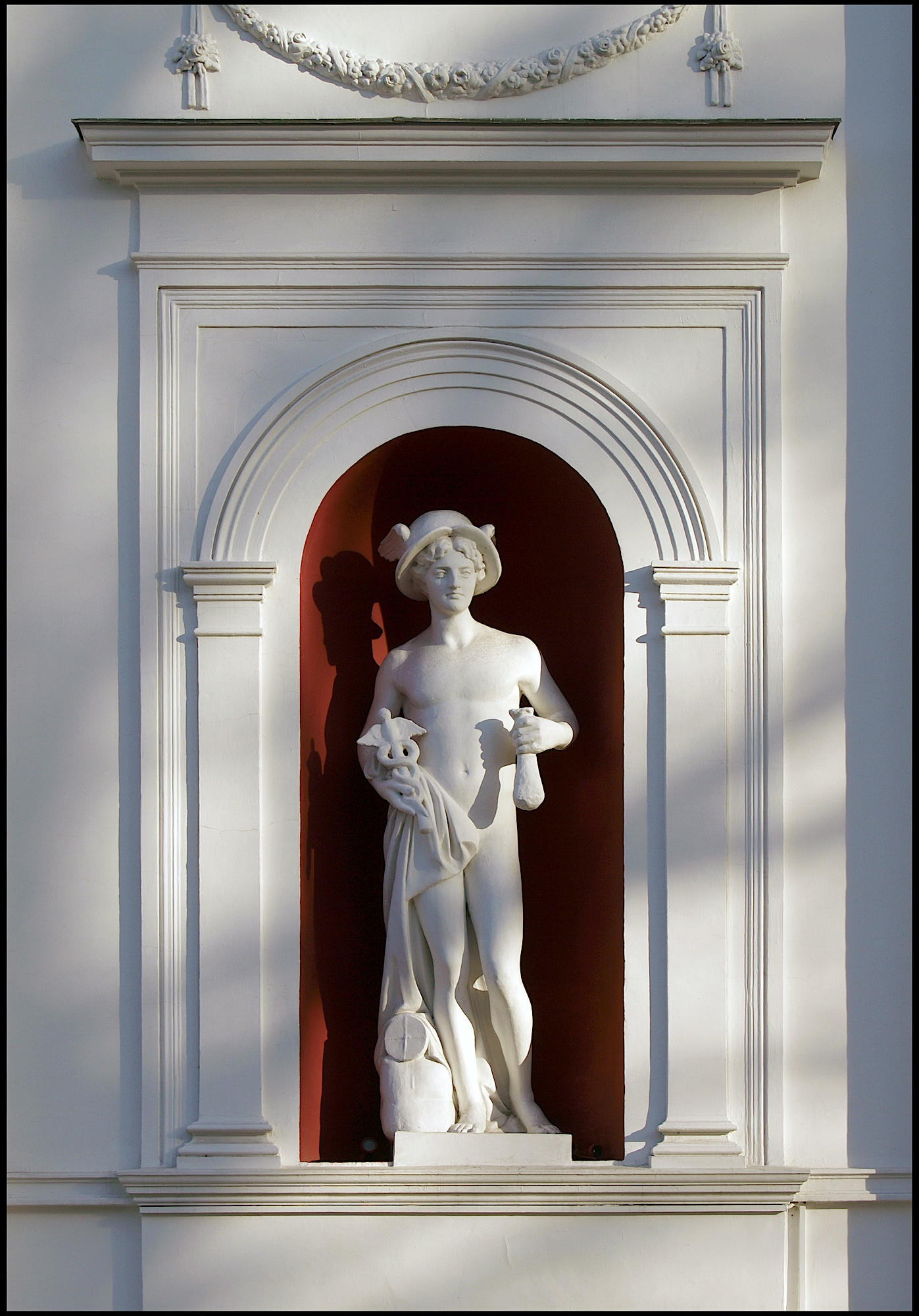
Скульптура Меркурія
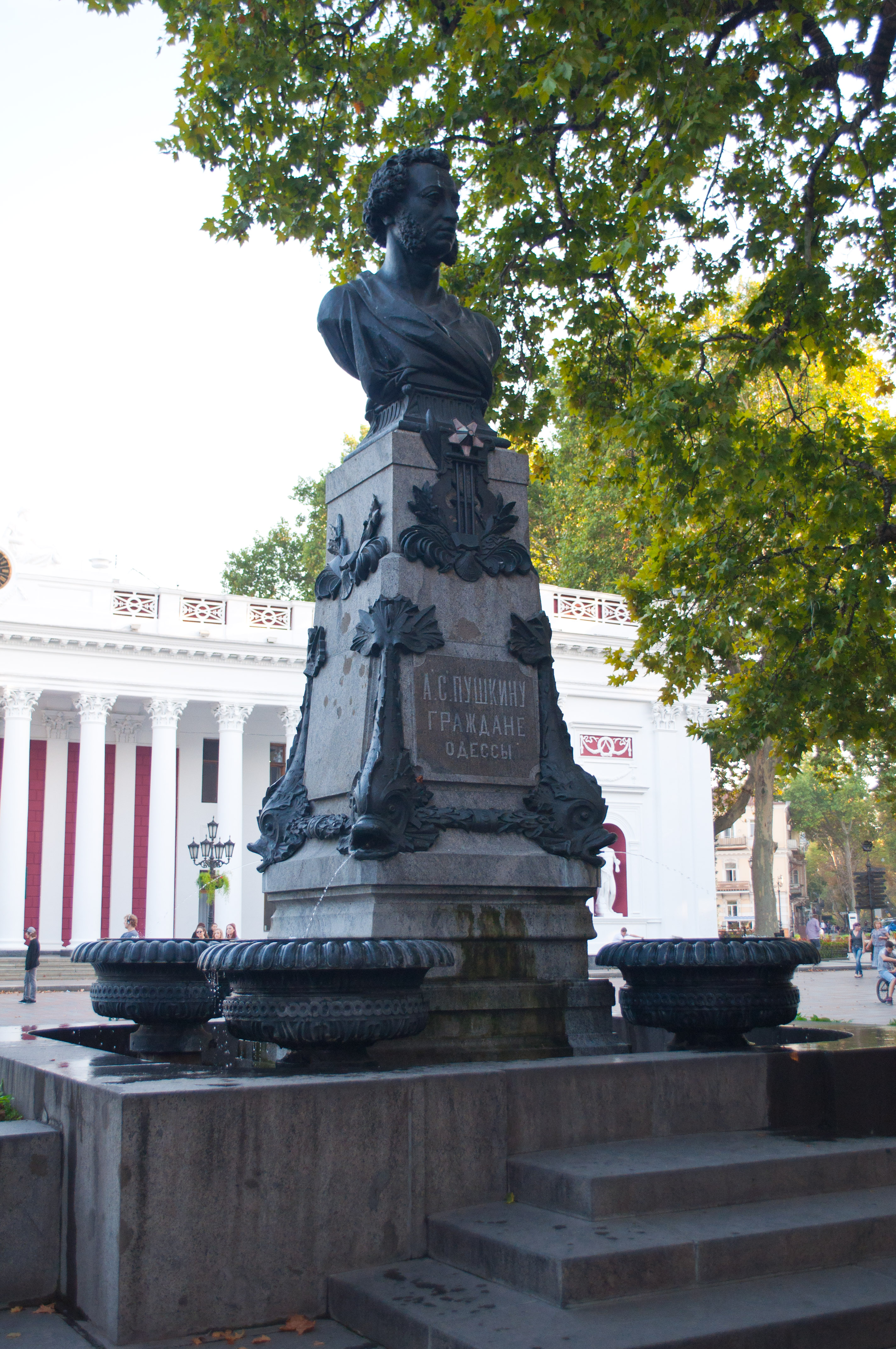
Пам'ятник О.С.Пушкіну
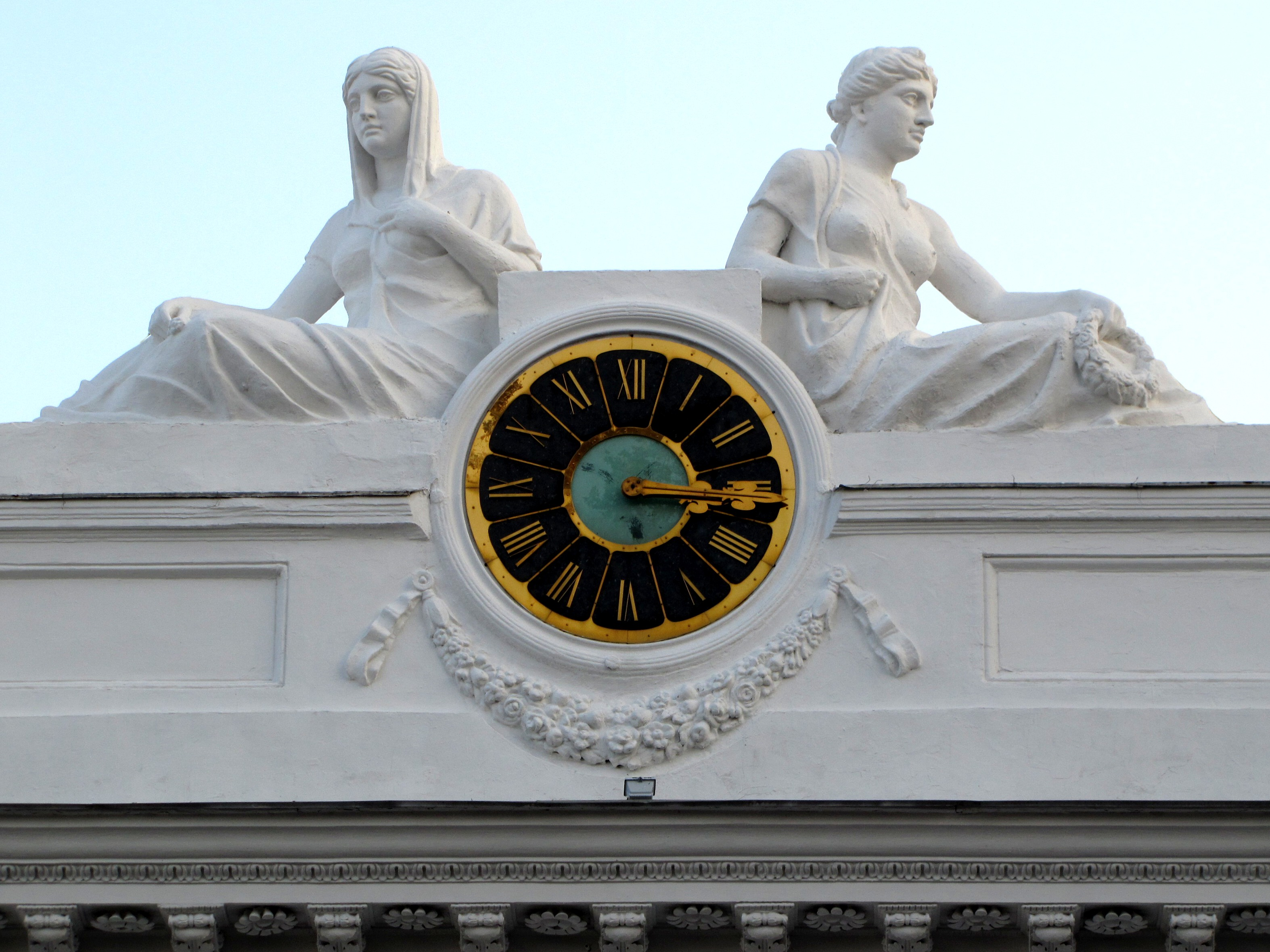
Годинник над входом до міськради